# 佐藤まさあき
佐藤 まさあき（さとう まさあき、1937年9月15日 - 2004年3月11日は、日本の漫画家、実業家。本名：佐藤雅旦（読み同じ）。貸本漫画時代に劇画という分野を確立した劇画工房のメンバーであり、ピカレスク漫画の第一人者。劇画界の代表的人物の一人。

## 来歴
大阪市西淀川区に生まれる。1944年夏に父の実家のある愛知県祖父江町へ疎開。1945年6月15日に空襲で自宅が全焼し、父が死去したため、そのまま祖父江町で育った。1947年に手塚治虫の『新宝島』に衝撃を受け、手塚の模写で漫画を描き始める。中学生の頃から『漫画少年』に漫画の投稿を始めて、『毎日中学生新聞』に入選。1951年に会員数約70名の漫画研究会のあけぼの会を主宰し、機関誌『新天地』を発行した。1951年秋に母が死去し、姉の嫁ぎ先の大阪で生活するようになる。復讐のドラマが得意という佐藤の作風は、このときの義兄の処遇により形成されたものだという。
中学卒業後に祖父江町へ戻り、愛知県一宮市の印刷所に勤務する傍ら漫画を執筆。1955年、印刷会社を退職して大阪へ転居。同年、大阪の貸本漫画出版社、日の丸文庫・八興から描き下ろし単行本『最後の流星投げ』でデビューし、以後、単行本を月に1冊のペースで出して貸本漫画の世界で活躍。ニヒルな主人公を描いたハードボイルドもので人気を博す。
1959年、辰巳ヨシヒロやさいとう・たかをらと共に劇画工房を結成し、上京。劇画ブームの急先鋒に立つ。全日本劇画研究会を組織し機関誌『劇画界』を発行。募集した会員は約400人になった。
劇画工房の解散後、さいとう・たかを、川崎のぼる、南波健二らと「新・劇画工房」に参加するも発足直後に解散。1959年、山梨県の貸本組合で佐藤の作品は「主人公がアウトローであり暴力を肯定的に描いている」との理由で不買運動の対象に指定される。貸本出版社から有害漫画家として干され、漫画の仕事を失うが、新規に貸本出版業界に参入してきた高橋書店がそれらの事情を知らずに佐藤に執筆を依頼。そこでスマッシュヒットを飛ばす。
1962年に桜井昌一と佐藤プロダクションを設立。漫画単行本や劇画短編誌の出版活動を行う。桜井が抜けた後は、実兄である記本隆司がマネージャーを担当した。佐藤プロでは佐藤や水木しげる、平田弘史の描き下ろし単行本を出した他、楳図かずお、花村えい子、新城さちこを起用して少女漫画短編誌『花』。ありかわ栄一や南波健二ら若手のアクション短編誌『モーゼル96』を出版。貸本屋は急減し、貸本屋向けの売上では経営が維持できなくなり、1965年取次を通して一般書店の流通に進出して『劇画全集』をスタートした。1966年には新書判単行本シリーズ『佐藤まさあき劇画叢書』の刊行を開始。
1967年、虫プロ『COM』に読切り短編『猫』を執筆、高い評価を得る。同年、『週刊少年マガジン』に『でっかい奴』（原作：福本和也）を連載開始。さらに小学館『ボーイズライフ』を連載し、『ヤングコミック』『プレイコミック』『女性自身』『漫画ゴラク』などからの依頼が殺到。新作に加え、貸本時代の作品を次々とリメイクすることにより量産体制に入る。主な執筆の場が大手出版社となり原稿料も高騰。さいとう・たかをと人気を二分する大物劇画家として名を馳せた。
1972年、ホロコーストに取り憑かれたレイプ殺人鬼の物語『堕靡泥の星』の連載を開始、映画化もされる。1974年、鎌倉市に家の中に滝がある豪邸を建築。漫画家の豪邸伝説の中でも特筆すべきエピソードとなった。1975年、『若い貴族たち』が東映で志穂美悦子主演の『若い貴族たち 13階段のマキ』として映画化、1977年、『野望』が天知茂主演でテレビ朝日により連続テレビドラマ化された。1979年から帝銀事件など著名な凶悪犯罪のドキュメント漫画を数作発表。
漫画の量産と税金に追われる生活に疲れたことから佐藤プロダクションを解散する。佐藤プロのビルを売却し、1979年10月、新宿区歌舞伎町でパブレストラン"劇画館"を開業。経営を本業とし漫画は副業という第二の人生を計画するが、レストランは不入りが続きわずか5ヶ月で閉店となった。1980年4月には江古田に喫茶店"劇画館"をオープンし漫画家生活を再開するも、仕事は激減して発表誌も休業以前から格落ちした状態に陥った。この頃よりハードボイルドのヒロイズムから遠ざかり官能劇画を多く執筆するようになる。趣味と実益を兼ねてGYE企画の名前でビニ本の出版も手掛け、ヌードモデルの調達やカメラマンも行ったが、ビニ本界の元締めの逮捕により撤退。全ての連載が打ち切りになった中で再出発を賭けて佐藤プロで再び出版事業を再開するも返品の山だった。
1984年に引退を覚悟して出版した『堕靡泥の星』の単行本がヒットし、『プレイコミック』での連載、OVA化などで窮地を脱する。特に1988年から発売されたOVAは全5巻で、レンタルも含めて7万5千本のセールスとなり印税収入で家を購入できたという。
1989年からは『堕靡泥の星』小説版を執筆するが、1992年末に脳梗塞と突発性心筋症を発症。1996年に自伝『「劇画の星」をめざして』を著して劇画家生活を振り返った。1998年、貸本業界屈指の美少年と言われた自らの女性遍歴を明かした『「堕靡泥の星」の遺書』を「遺書のつもり」で執筆。
2004年、犬の散歩中に倒れ、心不全により死去。66歳没。生涯で4度の結婚。喪主は記本が務めた。
2014年の3月21日から4月10日、少年時代を過ごした愛知県稲沢市（旧・祖父江町）の市立中央図書館において、没後10年目となるのに合わせて企画展「劇画の旗手『佐藤まさあき』展」が開かれた。

## 主な漫画単行本

### 日本挙銃無宿 影男シリーズ
- 日本挙銃無宿 影男（貸本版）
  - 無音拳銃（『影』日の丸文庫、1960年）
  - けものの宿（セントラル出版、1962年）
  - 硝煙の街（東京トップ社、1962年）
  - 白い暗黒（東京トップ社、1962年）
  - 鬼吠峠（セントラル出版、1962年）
  - にがい札束（佐藤プロ、1963年）
  - 闇に生きる男（佐藤プロ、1963年）
  - 幻の拳銃（佐藤プロ、1963年）
  - 伊賀忍群（佐藤プロ、1964年）
  - 野良犬の裁き（佐藤プロ、1964年）

- 日本挙銃無宿 影男（佐藤まさあき劇画叢書、佐藤プロ）
  - けものの宿（1966年）
  - みなごろしの歌（1966年）※シリーズと無関係の「断末魔」併録
  - 無音拳銃（1967年）
  - 暗い怒り（1967年）
  - 暗殺魔団（1967年）

- 日本挙銃無宿 影男（プレイコミック トップシリーズ、秋田書店）
  - ながれ者（1970年9月）

- 日本挙銃無宿 影男（TOPコミックスシリーズ、秋田書店）
  - Gの仮面編（1975年3月）※「黄金の墓標」「地獄の挽歌」併録
  - ブラック・バンク編（1975年3月）※「野良犬の裁き」「さすらい」「飢餓の牙」併録

- 日本挙銃無宿 影男（佐藤まさあき劇画選集、佐藤プロ）
  - 群狼の街（1978年6月）
  - 無音拳銃（1978年8月）

- 日本挙銃無宿 影男（佐藤まさあき劇画自選集、佐藤プロ）
  - ながれ者（1985年5月）
  - 対決の丘（1985年6月）※「けものの棲む街」併録
  - 幻の拳銃（1985年11月）※「飢餓の牙」併録
  - 関東暴力地図（1986年1月）※「けものの宿」併録
  - 地獄の迷路（1986年10月）※「3対1のブルース」併録
  - やくざ狼（1987年2月）※「死はチェックの背広をきていた」「野良犬の裁き」併録
  - 悪魔祭（1987年2月）※「さすらい」併録
  - 血まみれの弾道（1987年7月）※「死の街のバラード」併録
  - 群狼の街（1987年8月）
  - 無音拳銃（1987年9月）※「哭える標的」併録
  - 暗い怒り（1987年9月）※「狼は曠野に死ね」併録

- 日本挙銃無宿 影男（PLAYCOMIC SERIES エクストラ、秋田書店）
  - （サブタイトル無し）（1987年10月）※「にがい札束」「死霊の山」「帰って来た男」収録

- 貸本劇画傑作選 日本挙銃無宿 影男（松文館・道出版）
  - 無音拳銃（2001年2月）※「暗い怒り」「暗殺魔団」「狼の葬列」併録
  - 群狼の街（2001年3月）※「さすらい」「ながれ者」併録
  - 地獄の迷路（2001年4月）※「幻の拳銃」「死霊の山」「帰って来た男」併録

※貸本版の復刻は無し。1966年佐藤プロ版以後はリメイク作と新作が混在。 

### 黒い傷痕の男
- 黒い傷痕の男 - 第1部～第10部（佐藤まさあきハードボイルドマガジン11～20所収、三洋社、1961年～1962年）※貸本版
- 黒い傷痕の男 - 前編・後編（佐藤まさあき劇画叢書、佐藤プロ、1966年）※1966年リメイク版
- 黒い傷痕の男 激流編（芸文社、1975年）※1973年リメイク版
- 黒い傷痕の男 第1部（東考社、1977年5月）※貸本版の復刻
- 黒い傷痕の男 完全版 - 上巻・下巻（サニー出版、2000年10月）※1973年リメイク版

### 野望
- 野望（佐藤プロ）※貸本版
  - 第1部（1963年）
  - 第2部 とむらい唄（1964年）
  - 第3部 神に叛くもの（1964年）
  - 完結編 黒い死の死者（1964年）
- 野望（ゴラクコミックス、日本文芸社）※1971年リメイク版
  - 第1部 殺戮への序曲（1973年5月）
  - 第2部 とむらいうた（1973年7月）
  - 第3部 神に叛くもの（1973年9月）
  - 第4部 悪霊の群れ（1973年12月）
  - 第5部 黒い死の死者（1974年3月）
  - 第6部 若い狼の飛翔（1974年6月）
  - 第7部 終わりなき闘い（1974年8月）
- 野望（佐藤まさあき 劇画選集、佐藤プロ）※1971年リメイク版
  - 第1部～第7部（ゴラクコミックスと同内容）（1977年11月～1978年2月）
- 野望（松文館・道出版）※1971年リメイク版
  - 第1巻 殺戮への序曲（2000年4月）
  - 第2巻 若い狼の飛翔（2000年5月）
  - 第3巻 終わりなき闘い（2000年6月）

### 堕靡泥の星シリーズ
- 堕靡泥の星 - 1～7（芸文社、1973年11月～1975年12月）
- 堕靡泥の星 - 1～21（佐藤プロ、1983年7月～）※17巻以降は新・堕靡泥の星シリーズ
- 新・堕靡泥の星 - 1～7（秋田書店、1987年3月～1988年）
- COMIC NOVEL 堕靡泥の星（松文館、1994年12月～1995年7月）※小説版を併録
- 愛蔵版 堕靡泥の星 - 1～3（アスペクト、1998年6月）
- 完全版 堕靡泥の星 - 1～9（サニー出版、2007年11月～2008年6月）

### その他
- 社会派劇画 喪われた春（佐藤プロ）
- サスペンススリラー 夜は血のにおい（佐藤プロ）
- Zと呼ばれる男 破壊組織の巻（小学館、1968年）
- 炎のファイター（少年画報社、1969年）原作：真樹日佐夫
- 黄金の牙（朝日ソノラマ、1969年）
- 挾間源次郎懺悔録 雲竜無残（佐藤プロ、無刊記）
- 挾間源次郎懺悔録 2 血桜しぶき（佐藤プロ、無刊記）
- 現代コミック 5 佐藤まさあき・南波健二集（双葉社、1970年5月）
- 関東遊侠伝（少年画報社、1970年）
- 刑事くずれ（芸文社、1973年8月）
  - 刑事くずれ - 1～3（グリーンアロー出版社、1987年～1989年）
- 蒼き狼の咆哮（現代漫画家自選シリーズ）（青林堂、1973年）
- 凶銃ワルサーP38（芸文社、1974年11月）原作：大藪春彦
- 銀猫（芸文社、1974年12月）
- 砂の金字塔（芸文社、1975年6月）
  - 砂の金字塔 1～3（主婦と生活社、1984年12月）
- 若い貴族たち 1～6（日本文芸社、1975年8月～1976年4月）原作：梶原一騎
- 蒼き魔界の果てに（佐藤プロ、無刊記）※1978年連載
- 蘇える金狼（東京スポーツ新聞社、1979年9月）原作：大藪春彦
- 劇画帝銀事件（日本文芸社、1982年8月）
  - 実録昭和猟奇事件 3 帝銀事件（アスペクト、1997年12月）
- 劇画・大久保清 姦殺 上・下（佐藤プロ、1982年7月～1982年8月）
  - 実録昭和猟奇事件 1 大久保清事件（アスペクト、1997年10月）
- セクシードール（佐藤プロ、1982年12月）
- 劇画・吉展ちゃん事件 刑事（佐藤プロ、1983年11月）
  - 実録昭和猟奇事件 2 吉展ちゃん誘拐事件（アスペクト、1997年11月）
- エロチックハンター 女豹に罠をかけろ（佐藤プロ、1983年12月）
- エロチカ人生（佐藤プロ、1984年1月）
- 暴行（レイプ）1～18（佐藤プロダクション、1984年3月～1988年2月）
- Leaden Cross（松文館、1991年11月）
- ハンターマドンナ（松文館、1992年3月）
- 夕映えの丘に 佐藤まさあき自選私劇画作品集（青林堂、2002年4月）

ほか

## 著書
- ガンと西部劇（宍戸錠 / 佐藤まさあき、小出書房、1961年） - ゴーストライターの作であり著作はしていない[37]
- 劇画私史三十年（桜井文庫、東考社、1984年5月）
- ナンパの達人 掟やぶりの実践講座（ロングセラーズ、1992年8月）
- ストリートファッカー（松文館、1994年10月）
- 『「劇画の星」をめざして 誰も書かなかった劇画内幕史』文藝春秋、1996年10月。ISBN 4-16352-320-0。
- 『『堕靡泥の星』の遺書』松文館、1998年10月。ISBN 4-79010-370-6。
  - 『プレイボーイ千人斬り』松文館、2000年3月。ISBN 978-4-9441-5415-9。 - 『「堕靡泥の星」の遺書』の改訂版。登場する女性のプライバシーに配慮して、イニシャル表記と目線を入れる処置を施している[38]。

## アシスタント
- かざま鋭二[39]
- 松森正[39]
- 夏木れい
- 破李拳竜
- 川崎三枝子[39] - 佐藤の兄である記本隆司と結婚したため、義理の姉にあたる
- みね武[39]
- 緒方恭二[39]
- 松久由宇
- 磯田和一
- 美和剛
- いがらしゆみこ[40]
- 梅本さちお[41]
- みやわき心太郎[42]
- 堀戸けい